# Tadahiro Nomura

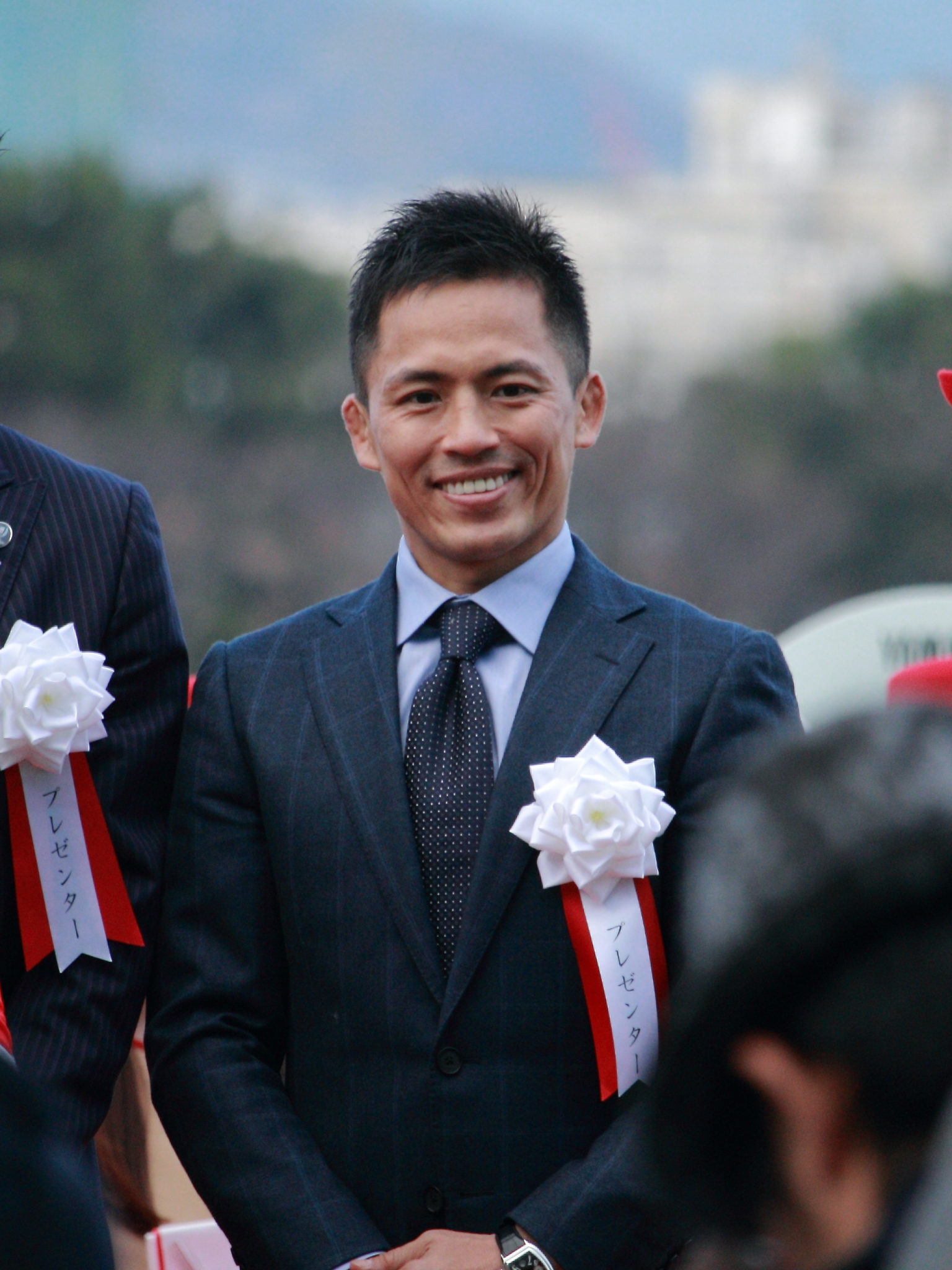
Tadahiro Nomura im Dezember 2015

Tadahiro Nomura (jap. 野村忠宏 Nomura Tadahiro; * 10. Dezember 1974 in Koryo Nara, Japan) ist ein Judoka im Superleichtgewicht.
Nomura wurde 1996 in Atlanta das erste Mal Olympiasieger in der 60-kg-Klasse als er im Gold-Kampf den Italiener Girolamo Govinazzo besiegte. Danach sah man ihn vier Jahre nicht mehr im internationalen Judo, bis er sich für seine zweiten Olympischen Spiele qualifizierte. Bei diesen olympischen Judowettbewerben, die 2000 in Sydney stattfanden, konnte er durch den Sieg im Finale gegen Jeong Seok-gyeong aus Südkorea seinen zweiten Olympiasieg feiern. Damit schrieb er sich im Guinness-World-Record-Book als der beste Superleichtgewichtler ein, den es je gab. Auch nach diesen Spielen zog er sich wieder für drei Jahre zurück. 
2003 in Osaka bei den Judo-Weltmeisterschaften in seinem Heimatland verlor er im Viertelfinale gegen den amtierenden Weltmeister von 2001 Anis Lounifi aus Tunesien. Nomura führte bis kurz vor Ende der Kampfzeit, als der Tunesier ihn durch einen Haltegriff besiegte. Am Ende erreichte Nomura Bronze; Gold ging an Choi Min-ho aus Südkorea. Damit qualifizierte sich Nomura für die Spiele in Athen 2004. Dort gewann er das olympische Finale gegen den Europameister von 2003 Nestor Chergiani aus Georgien.
Beim Super World Cup in Hamburg erreichte er 2007 Bronze und 2008 Silber. Im Finale der japanischen Olympia-Ausscheidungskämpfe unterlag er Hiroaki Hiraoka, der 2008 zu den Olympischen Spielen in Peking fuhr. 
Nomura beendete seine Karriere im Sommer 2015.
Tadahiro Nomura ist heute mit drei olympischen Goldmedaillen der zweit-erfolgreichste Judoka der Geschichte. Nomuras Spezialtechniken waren seine Seoi-nage-Variationen (Schulterwurf) und Uchi-mata- und O-soto-gari-Techniken.